# 신성철 (야구인)
신성철(申成哲, 1964년 8월 10일 ~ )은 전 KBO 리그 야구 선수의 포수이다. 1986년 입단 후 성적을 올리지 못하고 같은 해 방출했다. 

## 출신학교
- 1979 ~ 1982 : 경북고등학교
- 1982 ~ 1986 : 영남대학교 (1982학번) (35회 졸업)